# میچل فوربز
میچل فوربز (انگلیسی: Michelle Forbes؛ زادهٔ ۸ ژانویهٔ ۱۹۶۵) یک هنرپیشه اهل ایالات متحده آمریکا است. او یکبار برنده جوایز ساترن شده است.
از فیلم‌های معروف او می‌توان به بازی در کالیفرنیا، متولد ماه می و قاتلان جاده‌ای اشاره کرد.